# Toà

Toà, respecte del terme d'Abella de la Conca

Toà és una partida rural del terme municipal d'Abella de la Conca, a la comarca del Pallars Jussà.
Està situada al nord-est de la vila cap del seu terme municipal; és a la dreta i a la part alta de la vall del Barranc de Caborriu, a ponent de la partida de la Mata i al nord-oest de la de les Bordes. És al sud-oest de Casa Víctor. Inclou la masia de Casa Toà.
Comprèn la parcel·la 235 a 237 i 348 del polígon 4 d'Abella de la Conca; consta de 5,4932 hectàrees de pastures i bosquina.